# Double mixte de badminton aux Jeux olympiques d'été de 2012
Navigation
Pékin 2008 Rio de Janeiro 2016
Le tournoi du double mixte de badminton aux Jeux olympiques d'été de 2012 se déroule à la Wembley Arena de Londres du 28 juillet au 3 août 2012.

## Format de la compétition
Les participants sont répartis en 4 groupes où chaque paire rencontre toutes les autres.
Les 2 premières paires de chaque groupe sont qualifiées pour les 1/4 de finale. Par la suite, les athlètes s'affrontent lors d'une phase à élimination directe, jusqu'en finale.

## Têtes de séries
| 1. Zhang Nan / Zhao Yunlei (CHN) 2. Xu Chen / Ma Jin (CHN) | 1. Tontowi Ahmad / Liliyana Natsir (INA) 2. Joachim Fischer Nielsen / Christinna Pedersen (DEN) |

## Phase de poule

### Groupe A
| Équipe                                        | MJ | G | P | SG | SP | Pts |
| --------------------------------------------- | -- | - | - | -- | -- | --- |
| Zhang Nan / Zhao Yunlei (CHN)                 | 3  | 3 | 0 | 6  | 0  | 3   |
| Michael Fuchs / Birgit Michels (GER)          | 3  | 2 | 1 | 4  | 4  | 2   |
| Aleksandr Nikolaenko / Valeria Sorokina (RUS) | 3  | 1 | 2 | 3  | 5  | 1   |
| Chris Adcock / Imogen Bankier (GBR)           | 3  | 0 | 3 | 2  | 6  | 0   |

| Équipe 1                    | Score              | Équipe 2                    |
| 28 juillet à 09:40          | 28 juillet à 09:40 | 28 juillet à 09:40          |
| --------------------------- | ------------------ | --------------------------- |
| Adcock / Bankier (GBR)      | 21–14 9–21 18–21   | Nikolaenko / Sorokina (RUS) |
| 28 juillet à 18:30          |                    |                             |
| Zhang N / Zhao Y (CHN)      | 21–6 21–7          | Fuchs / Michels (GER)       |
| 29 juillet à 08:30          |                    |                             |
| Adcock / Bankier (GBR)      | 21–11 17–21 14–21  | Fuchs / Michels (GER)       |
| 29 juillet à 12:30          |                    |                             |
| Zhang N / Zhao Y (CHN)      | 21–9 21–18         | Nikolaenko / Sorokina (RUS) |
| 30 juillet à 18:30          |                    |                             |
| Nikolaenko / Sorokina (RUS) | 18–21 –12 19–21    | Fuchs / Michels (GER)       |
| 31 juillet à 15:20          |                    |                             |
| Zhang N / Zhao Y (CHN)      | 21–13 21–14        | Adcock / Bankier (GBR)      |

### Groupe B
| Équipe                                              | MJ | G | P | SG | SP | Pts |
| --------------------------------------------------- | -- | - | - | -- | -- | --- |
| Joachim Fischer Nielsen / Christinna Pedersen (DEN) | 3  | 3 | 0 | 6  | 1  | 3   |
| Robert Mateusiak / Nadieżda Kostiuczyk (POL)        | 3  | 2 | 1 | 5  | 2  | 2   |
| Shintaro Ikeda / Reiko Shiota (JPN)                 | 3  | 1 | 2 | 2  | 5  | 1   |
| Toby Ng / Grace Gao (CAN)                           | 3  | 0 | 3 | 1  | 6  | 0   |

| Équipe 1                     | Score              | Équipe 2                     |
| 28 juillet à 08:30           | 28 juillet à 08:30 | 28 juillet à 08:30           |
| ---------------------------- | ------------------ | ---------------------------- |
| Ikeda / Shiota (JPN)         | 18–21 20–22        | Mateusiak / Kostiuczyk (POL) |
| 28 juillet à 14:19           |                    |                              |
| Nielsen / Pedersen (DEN)     | 21–12 21–11        | Ng / Gao (CAN)               |
| 29 juillet à 20:50           |                    |                              |
| Ikeda / Shiota (JPN)         | 21–10 11–21 –15    | Ng / Gao (CAN)               |
| 30 juillet à 09:42           |                    |                              |
| Nielsen / Pedersen (DEN)     | 21–9 14–21 –17     | Mateusiak / Kostiuczyk (POL) |
| 31 juillet à 19:40           |                    |                              |
| Nielsen / Pedersen (DEN)     | 21–11 21–10        | Ikeda / Shiota (JPN)         |
| 31 juillet à 20:17           |                    |                              |
| Mateusiak / Kostiuczyk (POL) | 21–13 21–16        | Ng / Gao (CAN)               |

### Groupe C
| Équipe                                      | MJ | G | P | SG | SP | Pts |
| ------------------------------------------- | -- | - | - | -- | -- | --- |
| Tontowi Ahmad / Liliyana Natsir (INA)       | 3  | 3 | 0 | 6  | 0  | 3   |
| Thomas Laybourn / Kamilla Rytter Juhl (DEN) | 3  | 2 | 1 | 4  | 2  | 2   |
| Lee Yong-dae / Ha Jung-eun (KOR)            | 3  | 1 | 2 | 2  | 4  | 1   |
| Valiyaveetil Diju / Jwala Gutta (IND)       | 3  | 0 | 3 | 0  | 6  | 0   |

| Équipe 1               | Score              | Équipe 2               |
| 28 juillet à 08:30     | 28 juillet à 08:30 | 28 juillet à 08:30     |
| ---------------------- | ------------------ | ---------------------- |
| Ahmad / Natsir         | 21–16 21–12        | Diju / Gutta           |
| 29 juillet à 09:07     |                    |                        |
| Ahmad / Natsir         | 21–19 21–12        | Lee Y-d / Ha J-e (KOR) |
| 29 juillet à 13:05     |                    |                        |
| Laybourn / Juhl (DEN)  | 21–12 21–16        | Diju / Gutta           |
| 30 juillet à 12:30     |                    |                        |
| Laybourn / Juhl (DEN)  | 21–15 21–12        | Lee Y-d / Ha J-e (KOR) |
| 31 juillet à 09:42     |                    |                        |
| Lee Y-d / Ha J-e (KOR) | 21–15 21–15        | Diju / Gutta           |
| 31 juillet à 18:30     |                    |                        |
| Ahmad / Natsir         | 24–22 21–16        | Laybourn / Juhl (DEN)  |

### Groupe D
| Équipe                                          | MJ | G | P | SG | SP | Pts |
| ----------------------------------------------- | -- | - | - | -- | -- | --- |
| Xu Chen / Ma Jin (CHN)                          | 3  | 3 | 0 | 6  | 0  | 3   |
| Sudket Prapakamol / Saralee Thungthongkam (THA) | 3  | 2 | 1 | 4  | 2  | 2   |
| Chen Hung-ling / Cheng Wen-hsing (TPE)          | 3  | 1 | 2 | 2  | 5  | 1   |
| Chan Peng Soon / Goh Liu Ying (MAS)             | 3  | 0 | 3 | 1  | 6  | 0   |

| Équipe 1                         | Score              | Équipe 2                         |
| 28 juillet à 12:30               | 28 juillet à 12:30 | 28 juillet à 12:30               |
| -------------------------------- | ------------------ | -------------------------------- |
| Chen H-l / Cheng W-h (TPE)       | 21–12 6–21 –15     | Chan / Goh (MAS)                 |
| 29 juillet à 12:30               |                    |                                  |
| Chen H-l / Cheng W-h (TPE)       | 15–21 16–21        | Prapakamol / Thungthongkam (THA) |
| 29 juillet à 19:09               |                    |                                  |
| Xu C / Ma J (CHN)                | 21–14 21–8         | Chan / Goh (MAS)                 |
| 30 juillet à 13:40               |                    |                                  |
| Xu C / Ma J (CHN)                | 21–19 21–12        | Prapakamol / Thungthongkam (THA) |
| 31 juillet à 08:30               |                    |                                  |
| Prapakamol / Thungthongkam (THA) | 21–16 21–15        | Chan / Goh (MAS)                 |
| 31 juillet à 20:15               |                    |                                  |
| Xu C / Ma J (CHN)                | 21–16 22–20        | Chen H-l / Cheng W-h (TPE)       |

## Phase à élimination directe
|  | Quarts de finale | Quarts de finale                                    | Quarts de finale                                  | Quarts de finale           | Quarts de finale |    |                                                   | Demi-finales | Demi-finales       | Demi-finales       | Demi-finales       | Demi-finales       |                    |    | Finale | Finale                                            | Finale | Finale | Finale | Finale | Finale |
|  |                  |                                                     |                                                   |                            |                  |    |                                                   |              |                    |                    |                    |                    |                    |    |        |                                                   |        |        |        |        |        |
|  | A1               | Zhang Nan (CHN) Zhao Yunlei (CHN)                   | 21                                                | 21                         |                  |    |                                                   |              |                    |                    |                    |                    |                    |    |        |                                                   |        |        |        |        |        |
|  | C2               | Thomas Laybourn (DEN) Kamilla Rytter Juhl (DEN)     | 13                                                | 17                         |                  |    |                                                   |              |                    |                    |                    |                    |                    |    |        |                                                   |        |        |        |        |        |
|  | C2               | Thomas Laybourn (DEN) Kamilla Rytter Juhl (DEN)     | 13                                                | 17                         |                  | A1 | Zhang Nan (CHN) Zhao Yunlei (CHN)                 | 17           | 21                 | 21                 |                    |                    |                    |    |        |                                                   |        |        |        |        |        |
|  |                  |                                                     |                                                   |                            |                  | A1 | Zhang Nan (CHN) Zhao Yunlei (CHN)                 | 17           | 21                 | 21                 |                    |                    |                    |    |        |                                                   |        |        |        |        |        |
|  |                  | B1                                                  | J Fischer Nielsen (DEN) Christinna Pedersen (DEN) | 21                         | 17               | 19 |                                                   |              |                    |                    |                    |                    |                    |    |        |                                                   |        |        |        |        |        |
|  | B1               | B1                                                  | J Fischer Nielsen (DEN) Christinna Pedersen (DEN) | 21                         | 17               | 19 | J Fischer Nielsen (DEN) Christinna Pedersen (DEN) | 21           | 21                 |                    |                    |                    |                    |    |        |                                                   |        |        |        |        |        |
|  | B1               |                                                     |                                                   |                            |                  |    | J Fischer Nielsen (DEN) Christinna Pedersen (DEN) | 21           | 21                 |                    |                    |                    |                    |    |        |                                                   |        |        |        |        |        |
|  | D2               | Sudket Prapakamol (THA) Saralee Thungthongkam (THA) | 15                                                | 13                         |                  |    |                                                   |              |                    |                    |                    |                    |                    |    |        |                                                   |        |        |        |        |        |
|  |                  |                                                     |                                                   |                            |                  |    |                                                   |              |                    |                    |                    |                    |                    |    | A1     | Zhang Nan (CHN) Zhao Yunlei (CHN)                 | 21     | 21     | -      |        |        |
|  |                  |                                                     | D1                                                | Xu Chen (CHN) Ma Jin (CHN) | 11               | 17 | -                                                 |              |                    |                    |                    |                    |                    |    |        |                                                   |        |        |        |        |        |
|  | A2               | Michael Fuchs (GER) Birgit Michels (GER)            | 15                                                | 9                          |                  |    |                                                   |              |                    |                    |                    |                    |                    |    |        |                                                   |        |        |        |        |        |
|  | C1               | Tontowi Ahmad (INA) Liliyana Natsir (INA)           | 21                                                | 21                         |                  |    |                                                   |              |                    |                    |                    |                    |                    |    |        |                                                   |        |        |        |        |        |
|  | C1               | Tontowi Ahmad (INA) Liliyana Natsir (INA)           | 21                                                | 21                         |                  | C1 | Tontowi Ahmad (INA) Liliyana Natsir (INA)         | 23           | 18                 | 13                 |                    |                    |                    |    |        |                                                   |        |        |        |        |        |
|  |                  |                                                     |                                                   |                            |                  | C1 | Tontowi Ahmad (INA) Liliyana Natsir (INA)         | 23           | 18                 | 13                 |                    |                    |                    |    |        |                                                   |        |        |        |        |        |
|  |                  | D1                                                  | Xu Chen (CHN) Ma Jin (CHN)                        | 21                         | 21               | 21 |                                                   |              | Médaille de bronze | Médaille de bronze | Médaille de bronze | Médaille de bronze | Médaille de bronze |    |        |                                                   |        |        |        |        |        |
|  | B2               | D1                                                  | Xu Chen (CHN) Ma Jin (CHN)                        | 21                         | 21               | 21 | Robert Mateusiak (POL) Nadieżda Kostiuczyk (POL)  | 21           | Médaille de bronze | Médaille de bronze | Médaille de bronze | Médaille de bronze | Médaille de bronze | 16 | 21     |                                                   |        |        |        |        |        |
|  | B2               |                                                     |                                                   |                            |                  |    | Robert Mateusiak (POL) Nadieżda Kostiuczyk (POL)  | 21           |                    |                    |                    |                    |                    | 16 | 21     |                                                   |        |        |        |        |        |
|  | D1               | Xu Chen (CHN) Ma Jin (CHN)                          | 19                                                | 21                         | 23               |    |                                                   |              |                    |                    |                    |                    |                    |    | B1     | J Fischer Nielsen (DEN) Christinna Pedersen (DEN) | 21     | 21     | -      |        |        |
|  |                  |                                                     |                                                   |                            |                  |    |                                                   |              |                    |                    |                    |                    |                    |    | C1     | Tontowi Ahmad (INA) Liliyana Natsir (INA)         | 12     | 12     | -      |        |        |

## Sources
- Le site officiel du Comité international olympique
- Site officiel de Londres 2012